# Wielka śnieżyca (1888)

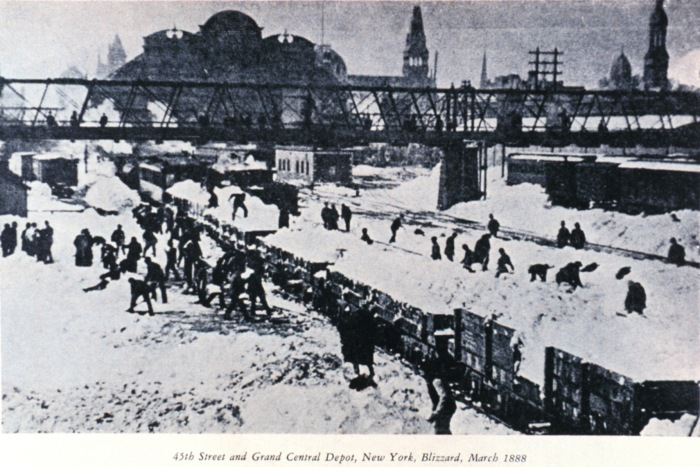
Grand Central Terminal, Manhattan (12 marca 1888)

Wielka śnieżyca (ang. Great Blizzard of 1888) – jedna z najbardziej surowych burz śnieżnych odnotowanych w historii Stanów Zjednoczonych, która miała miejsce w dniach 11–14 marca 1888 roku. Opady śniegu wynosiły od 102 do 128 cm w stanach: New Jersey, Nowy Jork, Massachusetts i Connecticut. Prędkość wiatrów dochodziła do 72 km/h, a zaspy osiągały 15,2 m. Wiele szlaków kolejowych zostało zamkniętych. Ludzie byli uwięzieni w swoich domach przez blisko tydzień.
Pogoda przed nastąpieniem śnieżycy była łagodna z niewielkimi opadami deszczu, wraz z szybkim spadkiem temperatury deszcz przechodził w śnieg. Burza rozpoczęła się krótko po północy dnia 12 marca. National Weather Service podała, że pokrywa śniegu w Connecticut i Massachusetts wynosiła 1,3 m; natomiast w Nowym Jorku i w New Jersey pokrywa osiągała 1 m. W północnej części stanu Vermont spadło od 50,8 do 76,2 cm śniegu. Wiatry w porywach osiągały w niektórych miejscach prędkość 129 km/h, jednak oficjalny raport podaje że w Nowym Jorku odnotowano prędkość 64 km/h. Na Block Island (stan Rhode Island) prędkość wiatrów wynosiła 87 km/h. Nowojorskie Obserwatorium Central Park ogłosiło, że najniższa temperatura wynosiła −14,4 °C; 13 marca średnia dzienna temperatur wyniosła −12,8 °C.
Burza śnieżna sparaliżowała wschodnie wybrzeże USA od Zatoki Chesapeake, aż do stanu Maine, jak również Kanadę Atlantycką. Infrastruktura telegraficzna została uszkodzona, powodując problemy łącznościowe z Montrealem oraz na większym obszarze w północno-wschodnich Stanach Zjednoczonych. Po śnieżycy w Nowym Jorku rozpoczęła się budowa podziemnej infrastruktury telegraficznej i telefonicznej aby zapobiec jej zniszczeniu. Na obszarze od Zatoki Chesapeake, aż po Nową Anglię ponad 200 statków zostało unieruchomionych lub zatonęły, powodując śmierć co najmniej 100 marynarzy.
W Nowym Jorku transport kolejowy oraz drogowy został całkowicie zablokowany na kilka dni. Topniejący śnieg spowodował wystąpienie powodzi, zwłaszcza na Brooklynie, który był bardziej podatny na powodzie przez swoją topografię.
W wyniku śnieżycy zmarło ponad 400 osób, w tym 200 ludzi umarło w Nowym Jorku.